# Jávor Pál (labdarúgó)
Jávor Pál, született Jakubek (Újpest, 1907. február 5. – Budapest, 1989. február 5.) válogatott labdarúgó, csatár, bajnoki gólkirály, majd edző.

## Pályafutása

### Klubcsapatban
1924-ben az Újpest MTE csapatában kezdte a labdarúgást. 1926-tól az Újpest FC játékosa lett. 1929-ben a Somogy FC-hez igazolt. 1932 februárjában  visszakerült Újpestre, ahol két bajnoki címet szerzett a klubbal (1932–33, 1934–35). Az első bajnoki címnél bajnoki gólkirály is lett. 1935-ben Csehszlovákiába a ČsŠK Bratislava csapatához szerződött. 1938-ban hazatért és még egy évet a WMFC Csepel csapatában játszott.

### A válogatottban
1932-ben 1 alkalommal szerepelt a válogatottban.

### Edzőként
1937–38-ban még játékosként a ČsŠK Bratislava csapatánál már edzőként dolgozott. 1939-ben szerzett labdarúgóedzői diplomát. 1940-től utolsó klubjánál, a WMFC Csepelnél lett vezetőedző. 1942-ben és 1943-ban is bajnokságot nyert a csapattal. 1945 és 1947 között visszatért Újpestre edzőnek és három bajnoki címet szerzett a csapattal. 1955-től mesteredzőként tevékenykedett. 1956 és 1960 között újra Csepelen dolgozott és 1959-ben bajnoki címmel búcsúzott a klubtól. Összesen 431 bajnoki mérkőzésen ült a kispadon.

## Sikerei, díjai

### Játékosként
- Magyar bajnokság
  - bajnok: 1932–33, 1934–35
  - 2.: 1933–34
  - gólkirály: 1932–33 (31 gól)

### Edzőként
- Magyar bajnokság
  - bajnok: 1941–42, 1942–43, 1945-tavasz, 1945–46, 1946–47, 1958–59
- Mesteredző (1961)
- Az Újpesti Dózsa aranyjelvénye (1987)

## Statisztika

### Mérkőzése a válogatottban

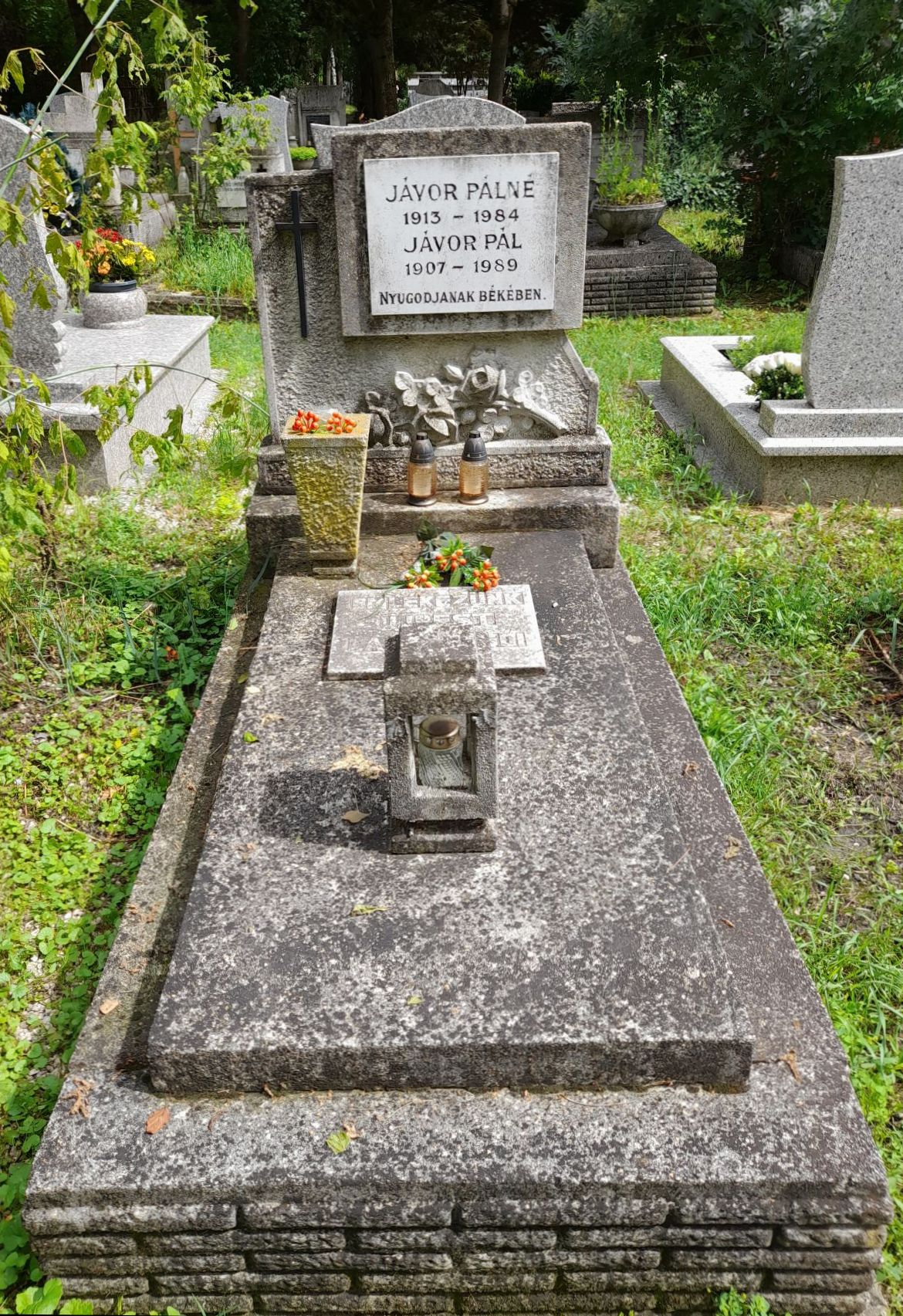
Sírja a Megyeri temetőben (69. parcella)

| Magyarország | Magyarország       | Magyarország             | Magyarország | Magyarország | Magyarország | Magyarország | Magyarország | Magyarország |
| #            | Dátum              | Helyszín                 | Hazai        | Eredmény     | Vendég       | Kiírás       | Gólok        | Esemény      |
| ------------ | ------------------ | ------------------------ | ------------ | ------------ | ------------ | ------------ | ------------ | ------------ |
| 1.           | 1932. november 27. | Milánó, San Siro Stadion | Olaszország  | 4 – 2        | Magyarország | barátságos   | -            |              |
|              | Összesen           |                          |              | 1            | mérkőzés     |              | 0            | gól          |